# Turmhügel Eschenau
Der Turmhügel Eschenau ist eine abgegangene mittelalterliche Höhenburg vom Typus einer Turmhügelburg (Motte) auf 530 m ü. NHN in der Flur „Im Hag“ 580 Meter nordöstlich von Eschenau, einem Ortsteil der Gemeinde Pittenhart im Landkreis Traunstein in Bayern. Die Anlage wird als Bodendenkmal unter der Aktennummer D-1-8040-0011 im Bayernatlas als „Turmhügel des hohen Mittelalters ("Eschenau" bzw. "Galgenberg")“ geführt. 

## Beschreibung
Von der ehemaligen Mottenanlage auf einem Moränenhügel mit steilen Hängen, früher vermutlich geschützt durch einen Graben und Moorzonen, ist noch der Turmhügel erhalten.